# Saxifraga dshagalensis
Saxifraga dshagalensis är en stenbräckeväxtart som beskrevs av Adolf Engler. Saxifraga dshagalensis ingår i Bräckesläktet som ingår i familjen stenbräckeväxter. Inga underarter finns listade i Catalogue of Life.